# Plastic Ono Band
A Plastic Ono Band foi um supergrupo conceitual, de rock e de avant-garde formada por John Lennon e Yoko Ono, em 1969, antes da dissolução dos Beatles.
Alguns dos vários membros foram Eric Clapton, guitarra elétrica, George Harrison, guitarra elétrica, Ringo Starr, bateria (estes dois ex-Beatles), Klaus Voormann, baixo, Alan White, bateria e percussão (que depois faria parte do Yes), Keith Moon, bateria (do The Who), Billy Preston, piano, Nicky Hopkins, piano elétrico, Phil Spector, backing vocals e piano, e Jim Keltner bateria. Acabou em 1975, mas ainda teve uma reedição em 2009 com a participação de Sean Lennon na guitarra elétrica e teclados.